# Tom Levorstad
Tom Levorstad (ur. 5 lipca 1957) – norweski skoczek narciarski. Skakał w Pucharze Świata od sezonu 1979/1980 do sezonu 1981/1982. Jego największym osiągnięciem jest zdobycie brązowego medalu na Mistrzostwach Świata w Lotach Narciarskich w Oberstdorfie w 1981 oraz zdobycie 3. miejsca podczas konkursu PŚ w Saint-Nizier.

## Puchar Świata w skokach narciarskich
- sezon 1979/1980 – 12. miejsce
- sezon 1980/1981 – 21. miejsce
- sezon 1981/1982 – 59. miejsce

### Miejsca na podium w zawodach indywidualnych chronologicznie
1. Saint Nizier du Moucherotte – 10-02-1980 (3. miejsce)

## Turniej Czterech Skoczni
- Turniej Czterech Skoczni 1979/1980 – 21. miejsce
- Turniej Czterech Skoczni 1980/1981 – 22. miejsce
- Turniej Czterech Skoczni 1981/1982 – 60. miejsce

## Mistrzostwa Świata w lotach narciarskich
- Oberstdorf 1981 – brązowy medal